# هیرام بینگهام چهارم
هیرام بینگهام چهارم (انگلیسی: Hiram Bingham IV؛ ۱۷ ژوئیه ۱۹۰۳ – ۱۲ ژانویه ۱۹۸۸) یک دیپلمات اهل ایالات متحده آمریکا بود. وی در زمان جنگ جهانی دوم معاون کنسول ایالات متحده در مارسی فرانسه بود که یهودیان را از واقعه هولوکاست نجات داد.